# Herb gminy Tuczępy
Herb gminy Tuczępy – jeden z symboli gminy Tuczępy, ustanowiony 31 marca 2003.

## Wygląd i symbolika
Herb przedstawia na tarczy dzielonej w słup w lewym czerwonym polu białe godło z herbu Kościesza, w prawym – złoty krzyż łaciński z napisem „ECCE AGNUS DEI” (Oto Baranek Boży). 